# باجگیران (شازند)
روستای باجگیران دقیقا در مرز بین استان مرکزی و استان لرستان واقع شده است به طوری که بخشی از اراضی این روستا و منازل مسکونی در استان مرکزی و بخش دیگری از اراضی در استان لرستان واقع شده است . این روستا یکی از نزدیکترین روستاهای واقع در کنار سد بزرگ کمال الصالح می باشد . در طی دو سال اخیر مهاجرت معکوس به این روستا افزایش یافته است . درآمد اصلی اهالی این روستا از کشاورزی و دامداری تامین می شود. خود این روستا دارای سد کوچکی می باشد که با آبگیری در فصل های سرد سال به کمک کشاورزان در فصل تابستان می آید . آب و هوای این روستا به دلیل واقع شدن در کنار شهر ازنا بسیار مطبوع و خنک می باشد. این دهکده از چهار بخش اصلی تشکیل شده است : منازل مسکونی ، قرا قوینی ، آقزوار و باجگیران ( یکی از مناطق روستا که بخشی از اراضی کشاورزی و سد روستا در آن واقع شده است .) این روستا از شرق با روستان چرخستان از غرب با روستای ده سلمان از جنوب با روستای مالیچه و از شمال با روستای خلج سفلی همجوار است . در ناحیه جنوب غربی این روستا روستایی بسیاری قدیمی که قدمت آن نامعلوم است واقع شده است، به طوری که از خانه های آن تقریبا چیزی باقی نمانده است. با حفاری های صورت گرفته و یافتن مقداری اشیاء قدیمی و وجود قبرستانی که فقط از آن مقداری سنگ باقی مانده است می توان به وجود این روستای بسیار قدیمی پی برد. این روستای متروکه در بین اهالی روستای باجگیران به نام قرّه بولاق معروف است . اهالی این روستا به زبان ترکی با هم سخن می گویند. از قدمت خود روستا تاریخ دقیقی در دست نیست اما با بررسی مقبره های موجود در روستا وجود برخی سنگ قبرهای 200 سال و بیشتر قابل حدس است. از نظر برخی اهالی این روستا اهالی اولیه این روستا همان مردم روستای متروک یعنی قرّه بولاغ می باشد. این افراد معتقدند حادثه ای مانند زلزله  باعث ویرانی روستای مزبور می شود و مردم باقیمانده به مکان فعلی روستا نقل مکان می کنند.متاسفانه به دلیل مهاجرت افراد جوان روستا هیچ دانش آموزی در روستا باقی نمانده است.  این روستا دارای دو رودخانه اصلی می باشد که یکی از سمت شرق به غرب در جریان است و در نهایت به سد بزرگ کمال صالح می رسد و دیگری از سمت شمال به جنوب در جریان است که در میانه راه به رودخانه اول ملحق می شود. منطقه ای از این رودخانه به نام جین چو( رودخانه جن) نام گرفته است که نشانگر عقیده ی قدیمی این روستا مبنی بر وجود جن در این مکان می باشد. متاسفانه به دلیل نوسازی منازل روستا این دهکده بافت  قدیمی خود را به آرامی به منازلی به شکل خانه های شهری می دهند.یکی از این منازل منزل خان در زمان قاجار و پهلوی می باشد که به قلعه معروف است اما با تاسف با تخریب بخش زیادی این خانه تاریخی فقط بخش کمی از آن باقی مانده است . در میانه مقبره های این روستا یادبودی از تنها شهید گمنام این روستا به نام  صحبت الله ضیائی خودنمایی می کند.او در سال 1365 در عملیات کربلای 5 به لقاء الهی دست می یابد و هنوز  بعد از تقریبا 36 سال هیچ نشانی از پیکر  به کشور بازنگشته است.
باجگیران روستایی در دهستان هندودر بخش سربند شهرستان شازند استان مرکزی ایران است. که در 45 کیلومتری شازند قراردارد این روستا در مرز با استان لرستان(شهرستان ازنا) قرار دارد به صورتی که تعدادی از باغ ها و زمین های کشاورزی در خاک استان لرستان جای میگیرد.

## جمعیت
بر پایه سرشماری عمومی نفوس و مسکن در سال ۱۳۹۵ جمعیت این روستا ۴۷ نفر (۱۹خانوار) بوده‌است.